# 3e cérémonie des Oscars
La 3e cérémonie des Oscars du cinéma s'est déroulée le 5 novembre 1930 à l'Hôtel Ambassador à Los Angeles. L'Academy of Motion Picture Arts and Sciences récompensait les films sortis au cinéma entre le 1er août 1929 et le 31 juillet 1930.
À l'Ouest, rien de nouveau (All Quiet on the Western Front) a remporté l'Oscar du meilleur film, ainsi que l'Oscar du meilleur réalisateur, devenant ainsi le premier film à remporter les deux Oscars.
Parade d'amour reçoit six nominations, un record à l'époque, cependant il ne remporte aucune statuette.
Une nouvelle catégorie, l'Oscar du meilleur mixage de son, fait son apparition cette année-là.

## Palmarès et nominations

### Meilleur film
- À l'Ouest, rien de nouveau (All Quiet on the Western Front) produit par Carl Laemmle Jr., pour les studios Universal
  - Big House (The Big House) produit par Irving Thalberg pour les studios Metro-Goldwyn-Mayer
  - Disraeli produit par Jack Warner et Darryl F. Zanuck pour les studios Warner Bros.
  - La Divorcée (The Divorcee) produit par Robert Z. Leonard pour les studios Metro-Goldwyn-Mayer
  - Parade d'amour (The Love Parade) produit par Ernst Lubitsch pour les studios Paramount

### Meilleur réalisateur
- Lewis Milestone pour À l'Ouest, rien de nouveau (All Quiet on the Western Front)
  - Clarence Brown pour Anna Christie et Romance
  - Robert Z. Leonard pour La Divorcée (The Divorcee)
  - Ernst Lubitsch pour Parade d'amour (The Love Parade)
  - King Vidor pour Hallelujah !

### Meilleur acteur
- George Arliss dans Disraeli
  - George Arliss dans La Déesse rouge (The Green Goddess)
  - Wallace Beery dans Big House (The Big House)
  - Maurice Chevalier dans La Grande Mare (The Big Pond) et Parade d'amour (The Love Parade)
  - Ronald Colman dans Bulldog Drummond et Condamné (Condemned!)
  - Lawrence Tibbett dans Le Chant du bandit (The Rogue Song)

### Meilleure actrice
- Norma Shearer dans La Divorcée (The Divorcee)
  - Nancy Carroll dans The Devil's Holiday
  - Ruth Chatterton dans Sarah and Son
  - Greta Garbo dans Anna Christie et Romance
  - Norma Shearer dans Their Own Desire
  - Gloria Swanson dans L'Intruse (The Trespasser)

### Meilleur mixage de son
- Big House (The Big House) - Douglas Shearer
  - The Case of Sergeant Grischa - John E. Tribby
  - Parade d'amour (The Love Parade) - Franklin Hansen
  - Raffles - Oscar Lagerstrom
  - Song of the Flame - George Groves

### Meilleure direction artistique
- La Féerie du jazz (The King of Jazz) – Herman Rosse
  - Bulldog Drummond – William Cameron Menzies
  - Parade d’amour (The Love Parade) – Hans Dreier
  - Sally – Jack Okey
  - Le Vagabond roi (The Vagabond King) – Hans Dreier

### Meilleure photographie
- Byrd au pôle Sud (With Byrd at the South Pole) – Joseph T. Rucker et Willard Van der Veer
  - À l'Ouest, rien de nouveau (All Quiet on the Western Front) – Arthur Edeson
  - Anna Christie – William Daniels
  - Les Anges de l'enfer (Hell's Angels) – Tony Gaudio et Harry Perry
  - Parade d'amour (The Love Parade) – Victor Milner

### Meilleur scénario adapté
- Big House (The Big House) - Frances Marion
  - À l'Ouest, rien de nouveau (All Quiet on the Western Front) - George Abbott, Maxwell Anderson et Del Andrews
  - Disraeli - Julien Josephson
  - La Divorcée (The Divorcee) - John Meehan
  - Street of Chance - Howard Estabrook

## Statistiques

### Nominations multiples
6 : Parade d'amour
4 : À l'Ouest, rien de nouveau, Big House et La Divorcée
3 : Disraeli et Anna Christie
2 : Bulldog Drummond et Romance

### Récompenses multiples
2 : À l'Ouest, rien de nouveau et Big House

### Grands perdants
0/6 : Parade d'amour
1/4 : La Divorcée